# Apocalipsis: la paz imposible 1918-1926
Apocalipsis, la paz imposible 1918-1926 (en francés: Apocalypse, La Paix Impossible 1918-1926) es una serie de televisión en 2 partes que narra la difícil paz que siguió a la Primera Guerra Mundial. Fue transmitido en Francia por France 2 el 11 de noviembre de 2018 y en Canadá en ICI RDI los días 7 y 8 de noviembre de 2018. Reúne documentos de época conocidos o inéditos que relatan los principales acontecimientos de la época. Las imágenes de archivo se han restaurado y colorizado. La serie está dirigida por Isabelle Clarke, Daniel Costelle y Mickaël Gamrasni. 

## Episodios
Cuando termina la Primera Guerra Mundial, los supervivientes se dan cuenta de que el mundo que conocieron ha desaparecido, enterrado en las ruinas. Los vencedores formulan un tratado de paz precario que imponen a los vencidos. En Europa, África y Asia, se forjan nuevas naciones, a menudo a través de conflictos. En poco tiempo el odio, el miedo y el resentimiento brotan de las profundidades de las sociedades traumatizadas, sembrando el caos en el nuevo orden mundial en forma de revoluciones, crisis, olas de migración y guerras civiles, las cuales son terreno fértil para el totalitarismo. La gente trata de deshacerse de los recuerdos de la guerra al ritmo frenético del charlestón, ciega ante la cercanía de un nuevo apocalipsis.
- Episodio 1 - Venganza
- Episodio 2 - Regreso al infierno